# BIOKON
BIOKON (z německého das Bionik-Kompetenz-Netz) je síť kompetencí, jejíž vznik podpořilo Německé spolkové ministerstvo pro vzdělávání a výzkum. Spojuje aktivity nejdůležitějších institucí v Německu, bádajících na poli bioniky. V evropském měřítku představuje nejrozsáhlejší zdroj informací o tomto vědním oboru.